# タイ国鉄ADR型気動車
タイ国鉄ADR型気動車（タイこくてつADRがたきどうしゃ）は、1995年に営業運転を開始したタイ国有鉄道の特急型気動車である。その車番からAPD系やAPN系と呼ばれたり、制御車が2500形2次車、中間車が2100形3次車と呼ばれる場合もある。

## 導入の経緯
タイ国鉄では1991年に本格的な特急型気動車としてASR型「スプリンター」を導入した。ASR型は航空機に転移した旅客を取り戻すという元来の目的は達成できなかったものの、一定の需要の獲得に成功した。しかし、ASR型は特急型としての高級装備が災いし整備性が芳しくなく、程なく故障が頻発するようになった。そこで、故障で不足する車両の穴埋めと特急型気動車の増強のために製造されたのが本形式である。

## 1次車と2次車について

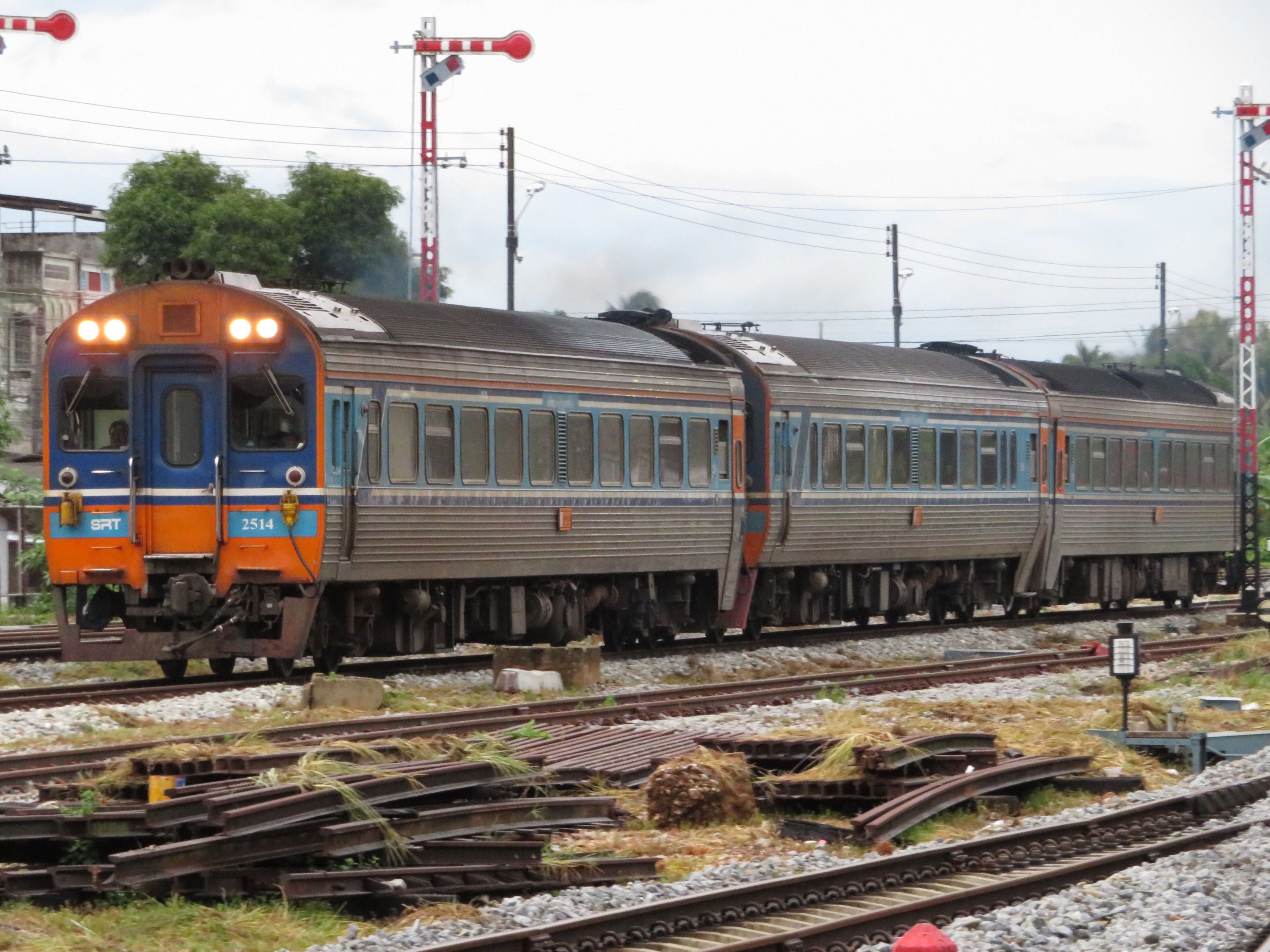
1次車2両に挟まる2次車。断面がせり出ていることや裾の折れ曲がりの角度の違いから、車幅が異なることが分かる。

本形式には1995年に導入された1次車（2513 - 2524、2121 - 2128）と、1996年に導入された2次車（2525 - 2544）が存在する。1次車は2次車に比べて車幅がやや狭く、2次車が全体的に丸みを帯びた断面であるのに対して1次車は細長い面持ちをしている。車幅が異なること、車両定員が異なることを除いて基本的に1次車と2次車の仕様は同じであるが、2次車は制御車のみの製造であり、中間車は製造されなかった。なお1次車と2次車を別の形式（APD-20型とAPD-60型など）として見ることもあり、この場合は本形式全般のことをAPD系などと呼ぶ。
当初1次車は急行用、2次車は特急用とされ、最高速度も2次車がASR型と同じ120 km/hであったのに対し、1次車は100 km/hに抑えられていた。しかし先に特急運用に就いていたASR型が予想よりも早く不具合を来して車両不足を起こしたため、1次車も最高速度が120 km/hに引き上げられ、2次車と共通で特急運用に充当されることとなった。ADR型1次車の特急運用への格上げによって車両が不足した急行列車では、二等冷房中間車のATR型を本来近郊列車用として製造されたTHN型やNKF型が挟んだ列車が運用されている。

## 車両

### 車体

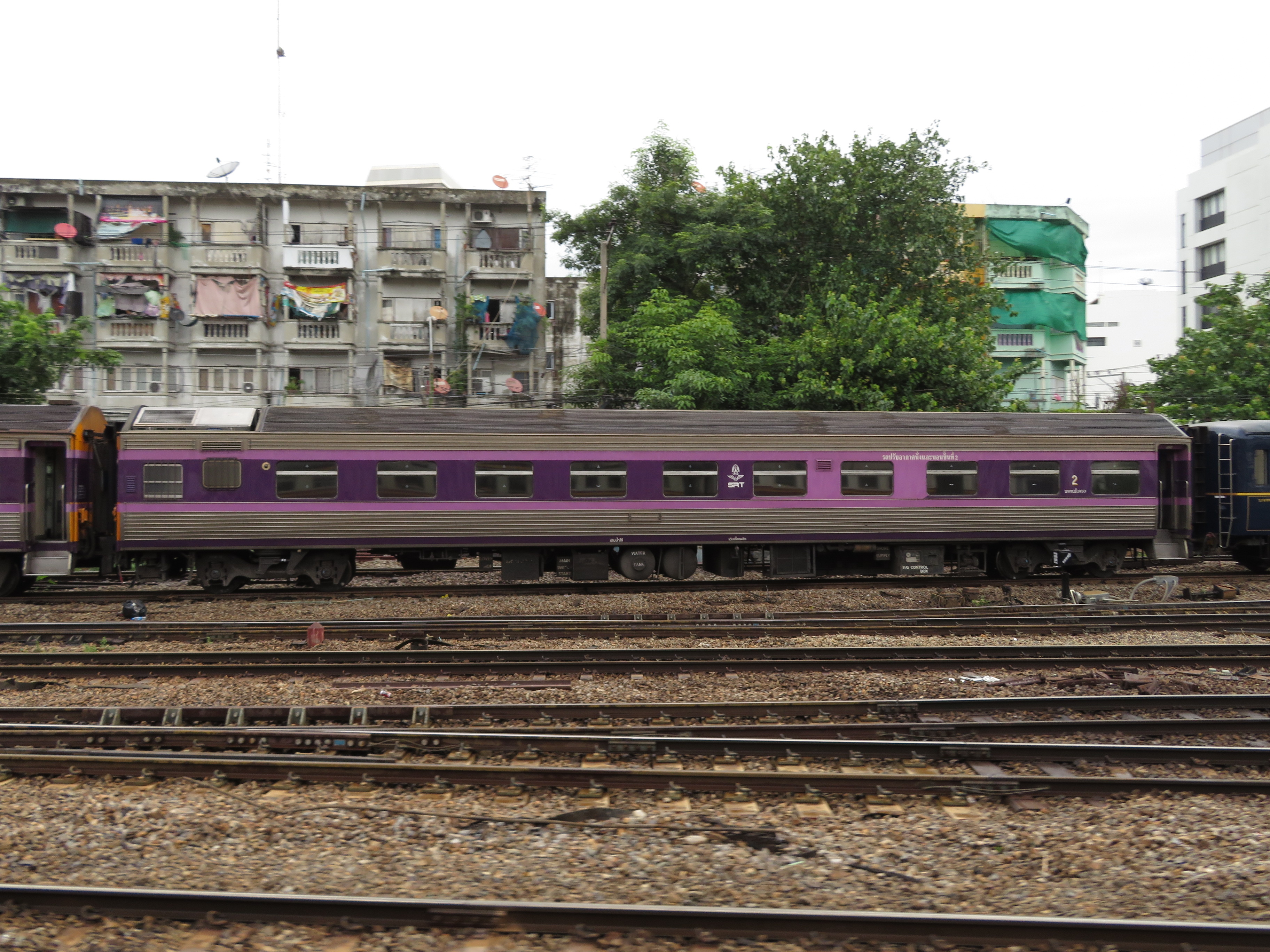
大宇製の2等寝台車

本形式と同じ大宇製で同時期に大量に導入された2等寝台車と同様の、コルゲート処理されたステンレス車体を持つ。車両全長は24 mを超え、一般的な客車や気動車はもとよりASR型と比べても1 mほど長い。先述の通り、1次車と2次車では車幅が異なる。

### 塗装

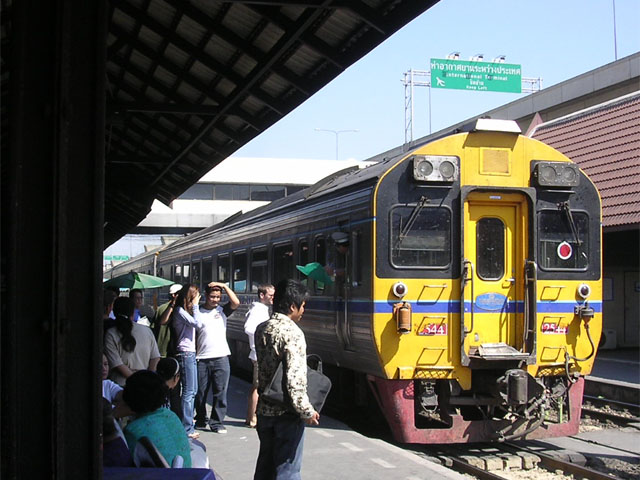
登場時塗装の2次車

登場時は、前面は警戒色となる黄色を基調として前面窓と前照灯周りの貫通扉以外が黒く塗られたいわゆるブラックフェイスで、窓下に青色と白色の帯を配していた。側面は窓下と幕板部に前面同様の帯を巻いており、それ以外はステンレス地のままだった。なお旧塗装には、前面の帯が斜めになっているものや位置が低いもの、帯の色が異なるものなど、様々なバリエーションが存在していた。
現在は、前面はオレンジ色を基調に窓と尾灯周り（貫通扉含む）が紺色で塗られてその最下部に白色の細帯を巻き、さらにその下に水色の模様が入っている。側面は、窓周りは水色に塗られ、その上下に白色と紺色、さらにその上にはオレンジ色の細帯が入っている。また側扉は、他では水色の部分がオレンジ色となりアクセントとなっている。

### 車内
全車2等冷房座席車で窓は固定されており、長距離列車でも食堂車等の連結はない。座席は回転機能付きのリクライニングシートを装備している。また車内中央には、エンジンの排煙を逃がす煙突を通すための壁が設けられている。ASR型の増備及び代替として製造されたため設備はASR型よりもグレードアップしているが、製造メーカーが異なるためASR型よりも全体的な質は低いと評価されることが多い。

## 運用
ASR型に代わる車両として投入された本形式は、2020年現在でも特急型気動車の主役として南本線、北本線、東北本線（バンコク・クルンテープ - ウボンラーチャターニー間）にて運用されている。1次車と2次車は区別されず、しばしば混成編成を組んでいる。基本的には3両編成だが、繁忙期には増結されるほか、南本線ヤラー発着の列車についてはクルンテープ - スラートターニー間は6両で運転され、スラートターニーにて3両が切り離し/連結される。